# Info-14
Info-14 var et svensk tidsskrift fra halvfemserne. Indenfor den svenske ekstreme højrefløj opnåede det stor popularitet og blev meget betydningsfuldt. Gruppen omkring Info-14 var i slutningen af halvfemserne foretalere for væbnet kamp og siges ifølge Researchkollektivet Redox at have været indblandet i flere af de voldelige forbydelser der blev begået. Efter årtusindeskiftet omformede de deres koncept, og kalder sig for tiden ”nationalrevolutionære”. De arrangerer og står bag de årlige demonstrationer Salemmarchen og Folkets March, begge dele i Stockholm.
Den blev publiceret i papirform fra april 1995 til maj 2000, inden den blev lavet om til et website. Tallet 14 er en reference til slogan'et på fjorten ord: We must secure the existence of our people and a future for White children. Ordene stammer fra David Lane.
Info-14 startede en sabotagekampagne mod det antiracistiske magasin Expo. Efter Christopher Rangne forlod posten på Info-14 fortsatte Robert Vesterlund hans arbejde og den er nu en uafhængig nyhedsavis.

## Links
- Info-14